# スペキュラース

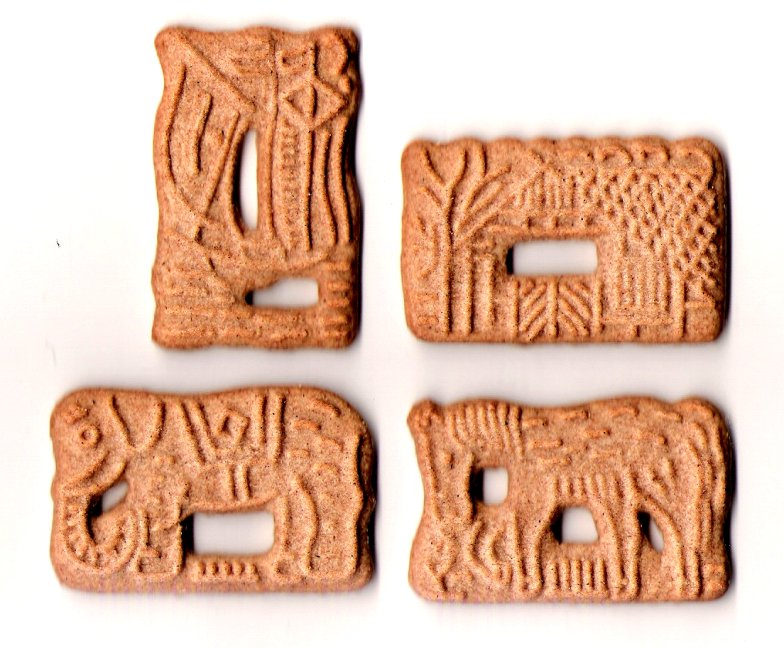
型で成形されたスペキュラース: 船、ファームハウス、ゾウ、ウマ

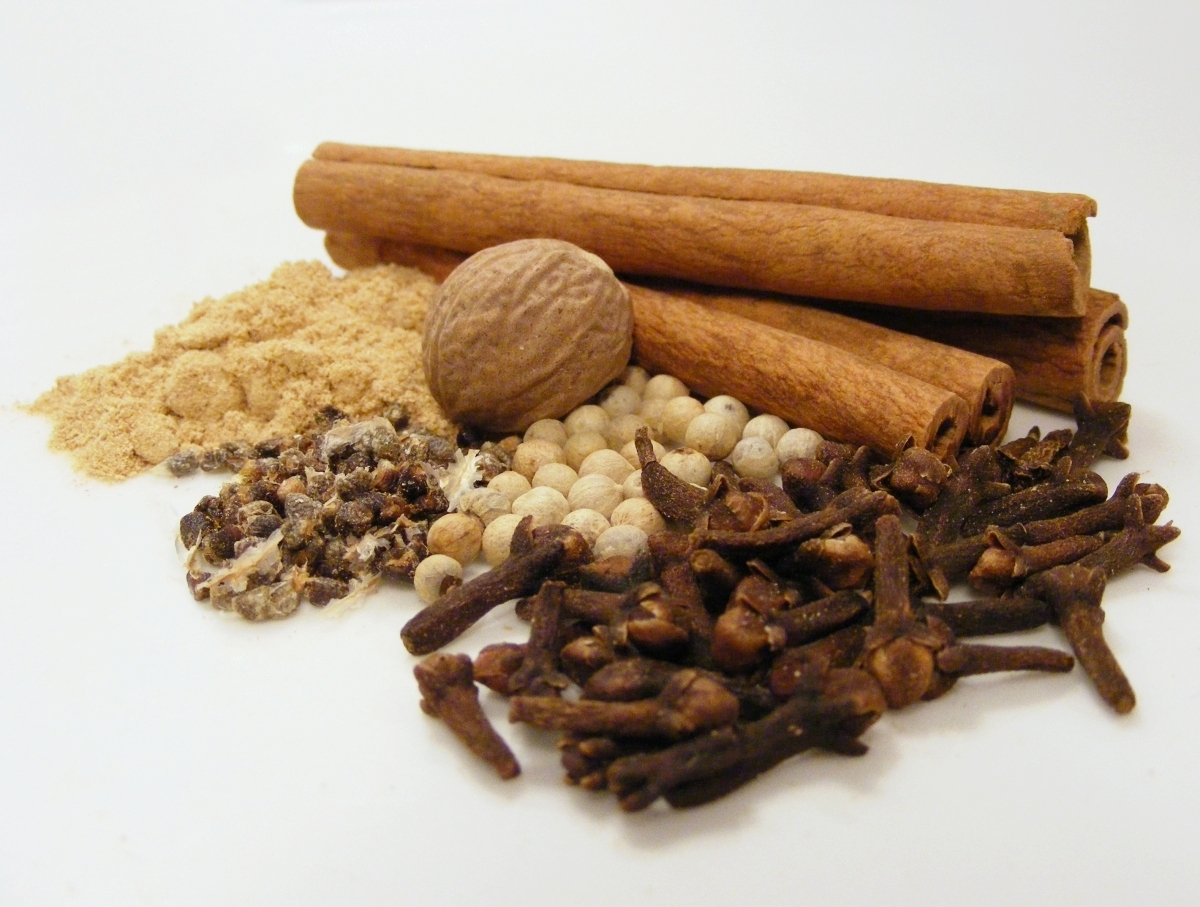
スペキュラースの材料: 胡椒、シナモン、生姜、丁子、カルダモン、ナツメグ

スペキュラース（オランダ語: speculaas、発音: [speky'laːs], フランス語: spéculoos、スペキュロス、 フランス語発音: [spekylos] ）はオランダやベルギーでミラのニコラオスの日（オランダでは12月5日、ベルギーでは12月6日）に食べられるクッキーの一種。ただし、近年では一年間食べることができる。
薄く、パリパリしたこのクッキーは、ほんの少し茶色がかっており、表面にミラのニコラオスにちなんだ型を押されて焼かれることが多い。
スペキュラースの生地はあまり膨らまない。オランダとベルギーではブラウンシュガー(ビート)とベーキングパウダーを少し加える。ドイツ式Spekulatiusでは炭酸アンモニウムが用いられる。 
このクッキーには白胡椒、シナモン、生姜、丁子、カルダモン、ナツメグも用いられる。多くのスペキュラースのレシピには白い小麦粉、ブラウンシュガー、バター、スパイスが使われ、アーモンド粉を用いたり、スライスしたアーモンドを底に入れるレシピもある。スパイス抜きもしくは低スパイスのベルギー式スペキュラースはspeculoosとして売られる。生地は、バターと砂糖とスパイスが混ぜられる。小麦粉とベーキングパウダーは別に混ぜられてから加えられる。焼くときは生地があたたかくなりすぎないように気をつける。生地は一晩中冷たいところにおかれ、生地にポツポツと穴があいてからスパイスを加える。生地はしばしば木製または金属製の型を用いて、聖ニコラスの逸話にちなんだモチーフに成形される。そうでない場合には風車や農家、さまざまな動物といったモチーフも使われる。
この菓子の名前の由来には、諸説があり、左右反対のバス・リリーフを使うからラテン語で鏡を意味するspeculumから来ているという説もあれば、すべてを見ることのできるとされた聖ニコラスや、主教を意味するとされるラテン語speculatorや、スパイスを意味するオランダ語Specerij からきているという説もある。
ハッセルト式スペキュラースは、これらとはやや異なる。1870年1月13日、Antonie Depléeというハッセルトパン屋がハッセルト式スペキュラースの特許を得て、これを売った: "une espèce de pain d'amandes connu sous le nom de spéculation" (spéculationとして知られるアーモンド入りパン) 
ヴェストファーレンとラインラントで伝統的に作られているドイツ式 Spekulatiusは、同じ起源をもち、その他の面においてもかなり似ている。この菓子はクリスマスになるとよく食べられる。
スパイス・ビスケットで、クリスマスの前後に家庭で作って食べるという意味では、英語でジンジャーブレッドと呼ばれるものと近い。